# Abdulrazak Gurnah
Abdulrazak Gurnah (ur. 20 grudnia 1948 na wyspie Zanzibar w ówczesnym Sułtanacie Zanzibaru) – brytyjski pisarz, laureat Nagrody Nobla w dziedzinie literatury za rok 2021.

## Życiorys
Jego rodzina ma pochodzenie arabskie. Urodził się na wyspie Zanzibar u wybrzeży wschodniej Afryki. Przebywając na Zanzibarze obserwował przebieg rewolucji i obalenie sułtana. W 1968 przybył do Wielkiej Brytanii jako student. Pozostał w tym kraju. W latach 80. krótko wykładał na Bayero University Kano, następnie aż do przejścia na emeryturę wykładał literaturę na University of Kent. Wydał między innymi powieści Memory of Departure (1987), Pilgrims Way (1988), Dottie (1990), Paradise (1994), Admiring Silence (1996), By the Sea (2001), Desertion (2005) i The Last Gift (2011). W swoich utworach porusza kwestie emigracji, znane z własnego doświadczenia. Był redaktorem wydanej w 2007 publikacji The Cambridge Companion to Salman Rushdie.
Jego pierwszym językiem jest suahili, ale swoje książki pisze w języku angielskim. Wplata do nich fragmenty w języku suahili, niemieckim i arabskim. Znaczna część jego utworów rozgrywa się na Zanzibarze i w Afryce Wschodniej. W swoich utworach porusza tematy kolonializmu, wojny, emigracji, poczucia tożsamości i przesiedleń. Jest autorem powieści, opowiadań i esejów.
Jest członkiem Royal Society of Literature. Jego książki były nominowane do Costa Book Awards i Nagrody Bookera. W 2021 roku otrzymał Nagrodę Nobla w dziedzinie literatury „za bezkompromisową i współczującą penetrację skutków kolonializmu i losu uchodźcy w przepaści między kulturami i kontynentami”.
Był jurorem wielu nagród literackich, między innymi Caine Prize for African Writing w 2002 roku, Nagrody Bookera w 2016 roku i Royal Society of Literature Literature Matter Awards w 2019 roku.

## Twórczość
Powieści
- Memory of Departure (1987)
- Pilgrims Way (1988)
- Dottie (1990)
- Paradise (1994), wyd. pol.: Raj, Wydawnictwo Poznańskie, tłum. Krzysztof Majer, 2023
- Admiring Silence (1996)
- By the Sea (2001), wyd. pol.: Nad morzem, Wydawnictwo Poznańskie, tłum. Kaja Gucio, 2024
- Desertion (2005)
- The Last Gift (2011)
- Gravel Heart (2017)
- Afterlives (2020), wyd. pol.: Powróceni, Wydawnictwo Poznańskie, tłum. Krzysztof Majer, 2022[18][19]
- Theft (2025)